# Абатство Фонфроад
Абатство Фонфроад (на френски: Abbaye de Fontfroide, официално наименование Abbaye Sainte-Marie de Fontfroide) е историческо бенедиктинско, а впоследствие цистерцианско абатство, разположено на около 15 км югозападно от гр.Нарбон, регион Лангедок-Русийон, департамент Од, Южна Франция, в близост до границата с Испания. Основано е през 1093 г., и е окончателно закрито през 1901 г. През 1862 г. получава статут на исторически паметник. Понастоящем бившето абатство е частна собственост, но е отворено за туристически посещения.

## История
Абатството е основано през 1093 г. от Емери I, виконт на Нарбона като бенедиктинска общност. Манастирът бил малък и малочислен до 1145 г., когато преминава към Цистерцианския орден, за което помага и посещението в Лангедок на свети Бернар от Клерво. През 1151 г. Рамон Беренгер IV, граф на Барселона, основава в Каталония манастира Поблет, впоследствие станал известен испански религиозен център, и кани като първи негови обитатели няколко монаси от Фонфроад. През 1157 г. Ирменгарада, виконтеса на Нарбона, дарява на Фонфроадското абатство обширни земи, което спомага за неговото развитие и икономическо процъфтяване. Постепенно абатството се превръща в един от най-важните културни и религиозни центрове в Лангедок. През 1175 -1185 г. се осъществява мащабно строителство на манастирския комплекс.
В началото на XIII век абатство Фонфроад се оказва в центъра на борбата на Католическата църква с движението на катарите, които в Южна Франция били известни и като албигойци. По време на религиозните походи и войни против албигойците, абатството твърдо стои на страната на римския папа. През 1202 г. един от монасите на Фонфроад, Пиер де Кастелно, е назначен за папски легат. През 1208 г. той е убит след среща с графа на Тулуза – Раймонд VI, който покровителва катарите. Това убийство става непосредствен повод за обявяване от папа Инокентий III на Албигойския кръстоносен поход.
През 1297 – 1310 г. начело на абатството е Арно Нувел, който впоследствие става кардинал, вице-канцлер и папски легат в Англия. През 1311 – 1317 г. абат на Фонфроад е Жак Фурие, избран по-късно под името Бенедикт XII за 197-ия римски папа в традиционното броене и третия авиньонски папа.
Залезът на абатството започва през 1348 г., когато по време на чумната епидемия (Черната смърт) умира голяма част от населението на областта, а в абатството Фонфроад остават живи само 20 монаси. През 1476 г. абатство попада под опеката на комендатор. През XVIII век в абатството остават само няколко монаси, и в 1764 г. френският крал Луи XV разпорежда ликвидиране на манастира като самостоятелна единица и предаване на неговото имущество на местната епархия.
По време на Великата френска революция през 1791 г. абатството е национализирано и обявено на търг. Тъй като не се явили купувачи за обявената цена, манастирските сгради остават в собственост на държавата и са предадени на болницата в Нарбон.
През 1833 г. болницата продава манастирските сгради и през 1843 г. започват реставрационни работи в църквата, обходната галерия и залата на капитула, под ръководството на прочутия архитект Йожен Виоле ле Дюк. През 1858 г. абатството е възстановено като действащ цистерциански манастир, когато в него се заселват няколко монаси-цистерцианци от абатство Сенанк. През 1870 г. в абатството преминават последните месеци от живота на свети Антоний Мария Кларет, основател на Конгрегацията на кларетинците.
За втори път абатство Фонфроад е закрито през 1901 г. след приемането на антиклерикалния закон от 1 юли 1901 г. Монасите са прогонени в Испания, а манастирът е изоставен. През 1908 г. бившето абатство е закупено от френския художник, колекционер и меценат Гюстав Файет, който използва абатството като място за художествени експозиции и изложби и прави много за съхраняването и възстановяването на историческия облик на манастира.
В наши дни абатство Фонфроад е частно имение, но е открито за платени туристически посещения. Към него функционира собствена винарна.

## Архитектура
Манастирската църква е построена в романски стил. Началото на строителството и започва в средата на XII век, когато е построен централният неф. В края на този век и построен и трансепта. Петте капели от южната страна са изградени през XV век. Църквата е еднокорабна, височината на централния кораб (неф) е 21 метра, и се състои от пет травеи. Камбанарията се издига над северния ръкав на трансепта.
Обходната галерия около вътрешния двор (клуатр) на манастира се разширява и преустройва неколкократно до ХVIII. Заобиколен от откритите галерии с арки в центъра на двора е разположен извора, от който монасите са черпели вода.
Залата на капитула е шедьовър на романското изкуство, построен между 1180 и 1280 г. Сводестият таван се поддържа от леки ажурни колони. Дормитория (общежитието) за монасите е над залата на капитула и посредством проход се свързва с абатската църква. В началото на ХХ век залата е превърната от Гюстав Файет в музикален салон, от същия период са и рисуваните витражи в помещението.

## Вина Абеи дьо Фонфроад
Винарството във Фонфроад има над 900-годишна история. На абатството, а впоследствие и на новите частни собственици на бившия манастир, принадлежат обширни поземлени участъци, които почти изцяло са заети от лозови масиви. В наши дни „абатските“ лозя заемат площ от 43 хектара. В абатство Фонфроад функционира собствена винарска изба и се произвеждат няколко марки бели и червени [[|вино|вина]]. За посетителите са отворени и винен ресторант, магазин и дегустационна зала.

## Бира Абеи дьо Фонфроад
Едноименната абатска бира Abbaye Fontfroide Kor’ Bière се произвежда от френската пивоварна Brasserie d'Oc в гр.Мез, департамент Еро, в стил белгийски блонд ейл, нефилтрирана, непастьоризирана, с тройна ферментация, с реферментация и в бутилката, с алкохолно съдържание 6,5 % об.